# Carl Fredrik Wahlgren
Carl Fredrik Wahlgren, född 7 november 1811 i Misterhults församling i Kalmar län, död 20 mars 1888 i Björkebergs församling i Östergötlands län, var en svensk präst, verksam i Linköpings stift.
Brodern Anders Magnus Wahlgren var kyrkoherde i Skedevi församling i Linköpings stift samt far till Carl Wahlgren och farfar till Ivar Wahlgren, vilken var den förste aktören i den kända skådespelarsläkten Wahlgren från Småland.[källa behövs]

## Biografi
Wahlgren föddes 1811 på Torshult i Misterhults församling. Han var son till kommissionslantmätaren Pehr Magnus Wahlgren och Margareta Ulrica Widerberg. Wahlgren blev höstterminen 1831 student vid Uppsala universitet och prästvigdes 15 juni 1836. Han avlade pastoralexamen 18 oktober 1845 och blev komminister i Nykils församling 16 april 1855, tillträde samma år. Den 18 november 1861 blev han kyrkoherde i Björkebergs församling, tillträde 1864 och den 22 augusti 1883 kontraktsprost i Gullbergs och Bobergs kontrakt. Wahlgren avled 1888 i Björkebergs församling.

### Familj
Carl Fredrik Wahlgren gifte sig 15 oktober 1857 med Alfhild Maria Christina Meurling (1832–1928). Hon var dotter till kyrkoherden Carl Meurling i Kristdala församling. De fick tillsammans döttrarna Alfhild Maria Wahlgren (1859–1913) som var gift med häradsskrivaren Johan Wilhelm Lindén och Augusta (Gusten) Fredrika Wahlgren (1861–1940) som var gift med tidningsmannen Albert Sandberg.